# Håletjärnen (Valbo-Ryrs socken, Dalsland)
Håletjärnen är en sjö i Munkedals kommun i Dalsland och ingår i Örekilsälvens huvudavrinningsområde. Sjön är 9,5 meter djup, har en yta på 0,067 kvadratkilometer och är belägen 121,3 meter över havet.

## Delavrinningsområde
Håletjärnen ingår i det delavrinningsområde (648719-126923) som SMHI kallar för Utloppet av Holmevattnet. Medelhöjden är 124 meter över havet och ytan är 12,3 kvadratkilometer. Det finns inga avrinningsområden uppströms utan avrinningsområdet är högsta punkten. Surnåsbäcken som avvattnar avrinningsområdet har biflödesordning 3, vilket innebär att vattnet flödar genom totalt 3 vattendrag innan det når havet efter 23 kilometer. Avrinningsområdet består mestadels av skog (82 procent). Avrinningsområdet har 1,35 kvadratkilometer vattenytor vilket ger det en sjöprocent på 10,9 procent.